# Торніо
Торніо (фін. Tornio Фінською: [ˈtornio], швед. Torneå, півн.-саам. Duortnus [ˈtuo̯rtnuːs]; інарі-саамськ. Tuárnus) — міська комуна у Фінляндії, в Лапландії. 
Населення  – 22302 осіб (2014), площа  – 1,348.55 км², водяне дзеркало  – 161,59 км², щільність населення  – 18,79 осіб/км². 

## Географія
Межує зі шведським муніципалітетом Гапаранда.

### Клімат
| Клімат Торніо           | Клімат Торніо | Клімат Торніо | Клімат Торніо | Клімат Торніо | Клімат Торніо | Клімат Торніо | Клімат Торніо | Клімат Торніо | Клімат Торніо | Клімат Торніо | Клімат Торніо | Клімат Торніо | Клімат Торніо |
| Показник                | Січ.          | Лют.          | Бер.          | Квіт.         | Трав.         | Черв.         | Лип.          | Серп.         | Вер.          | Жовт.         | Лист.         | Груд.         |               |
| Абсолютний максимум, °C | 8,4           | 7,8           | 10,3          | 18,5          | 28,8          | 31,4          | 33,6          | 29,7          | 24,0          | 17,0          | 11,5          | 7,0           |               |
| Середній максимум, °C   | −5,9          | −5,1          | −0,3          | 5,4           | 12,3          | 17,8          | 21,1          | 18,7          | 13,3          | 5,6           | 0,4           | −2,4          |               |
| Середня температура, °C | −9,8          | −9,1          | −4,9          | 1,1           | 7,4           | 12,9          | 16,5          | 14,4          | 9,4           | 2,4           | −2,4          | −5,8          |               |
| Середній мінімум, °C    | −13,6         | −13,1         | −9,5          | −3,3          | 2,5           | 8,0           | 11,8          | 10,1          | 5,5           | −0,8          | −5,1          | −9,1          |               |
| Абсолютний мінімум, °C  | −40,8         | −41,7         | −37,5         | −26           | −10,5         | −1,5          | 2,2           | −1,8          | −8,1          | −23           | −32,3         | −37,3         |               |
| Норма опадів, мм        | 56.5          | 44.9          | 35.8          | 32.4          | 45.5          | 52.8          | 60.7          | 57.2          | 64.8          | 59.2          | 68.9          | 63.6          |               |
| ----------------------- | ------------- | ------------- | ------------- | ------------- | ------------- | ------------- | ------------- | ------------- | ------------- | ------------- | ------------- | ------------- | ------------- |

## Історія
Торніо назване на честь річки Туернєельвен. На території було знайдено 16 поселень датованих 6000-5000 років до н.е. 
До ХІХ ст. населення розмовляло кемі-саамською мовою.

## Міста-побратими
- Гапаранда, Швеція
- Дівайзіс, Англія
- Гаммерфест, Норвегія
- Ікаст, Данія
- Кіровськ, Росія
- Сексард, Угорщина
- Ветланда, Швеція